# Erythroxylum reticulatum
Erythroxylum reticulatum là một loài thực vật có hoa trong họ Erythroxylaceae. Loài này được Northr. mô tả khoa học đầu tiên năm 1902.